# Paulus (chanteur)
Pour les articles homonymes, voir Paulus.
Jean-Paulin Habans, dit Paulus, est un chanteur français, né le 6 février 1845 à Saint-Esprit (Landes) (commune intégrée à Bayonne (Pyrénées-Atlantiques) en 1857) et mort le 1er juin 1908 à Saint-Mandé (Seine). Créateur de En revenant de la revue, hymne du boulangisme, il est, avec Thérésa et Ouvrard, une des premières véritables vedettes du café-concert.

## Biographie

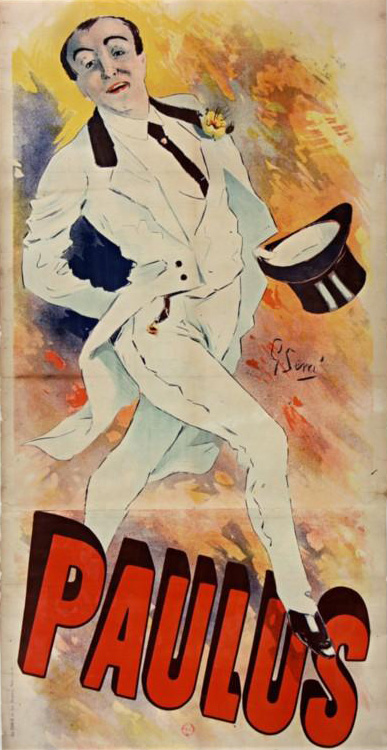
Affiche (1891) par Sem

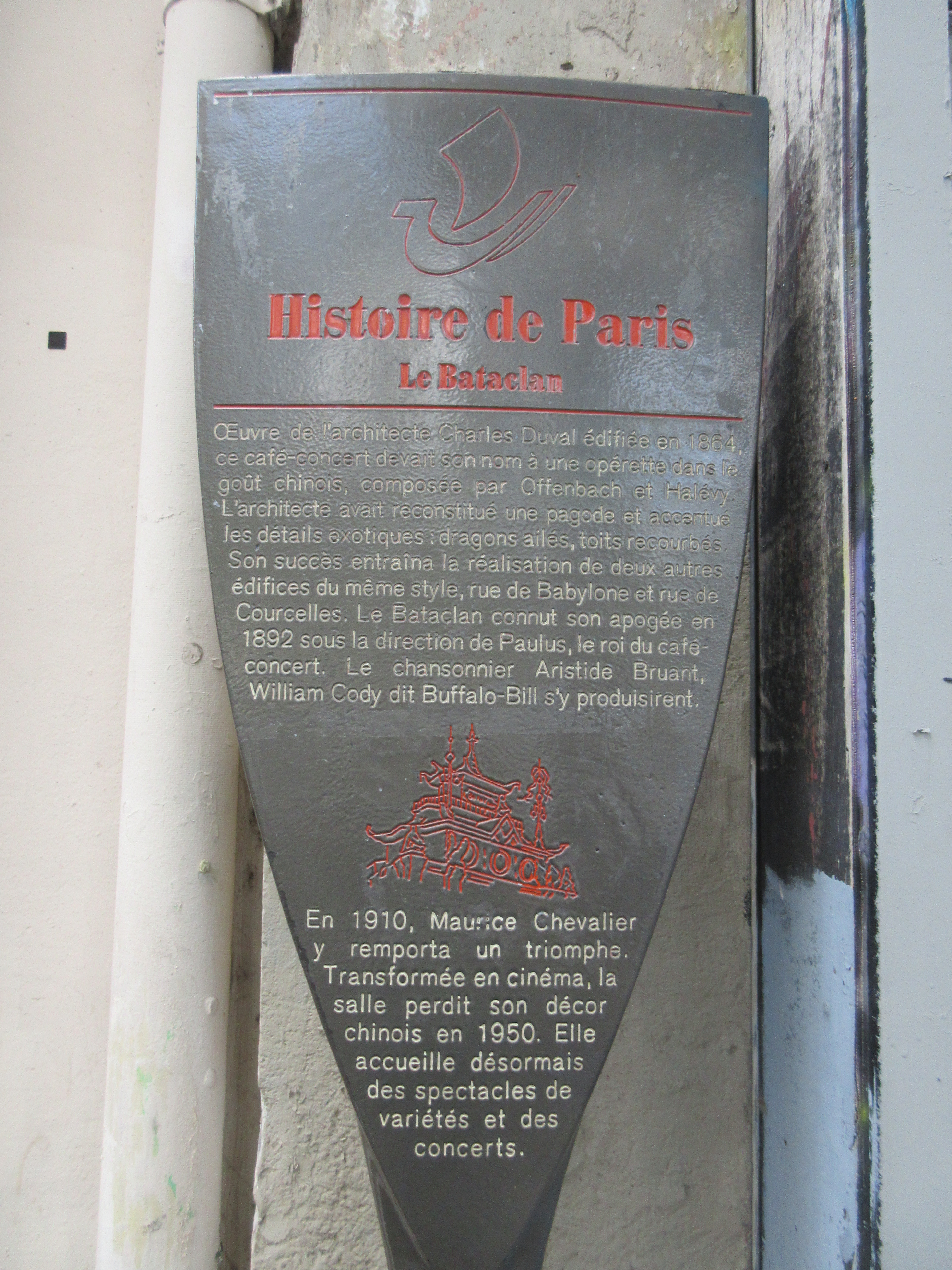
Panneau Histoire de Paris « Le Bataclan »

Paulus grandit à Bordeaux. Il fait ses débuts dans les caf'conc' de Paris en 1864 et fréquente les goguettes. Petit à petit, il est programmé dans les salles françaises les plus prestigieuses, notamment à l'Eldorado. Il est le premier en 1888 à atteindre des cachets très importants (400 francs par représentation en 1888).
Il crée En revenant de la revue en mai 1886 à la Scala, chanson à la gloire de l'armée française qui se remet de la défaite. Le soir du 14 juillet, dans son tour de chant, alors que Paris ne parle que de la revue de Longchamp, Paulus modifie le couplet :
Moi, j' faisais qu'admirer

Tous nos braves petits troupiers
par
Moi, j' faisais qu'admirer

Notr' brav' général Boulanger
La salle lui fait un triomphe. La chanson devient une chanson boulangiste et entre dans la petite histoire de la chanson française. Elle sera notamment enregistrée par Malloire (1889-1959), par Perchicot et bien plus tard, reprise par Bourvil (1950) ou Guy Béart (1982).
En 1887, il fonde le journal La Revue des Concerts. Il est brièvement le propriétaire d'une salle de spectacle à Paris, le Ba-Ta-Clan, en 1892. Fermé pour cause de faillite, le Ba-Ta-Clan redevient, sous la direction de Paulus, un lieu à la mode. Il en confie la direction artistique à son parolier favori, Léon Garnier. On y voit et entend Fragson, Bruant, Paula Brébion, et l'une des attractions est assurée par Buffalo Bill. L'aventure dure jusqu'en 1897.

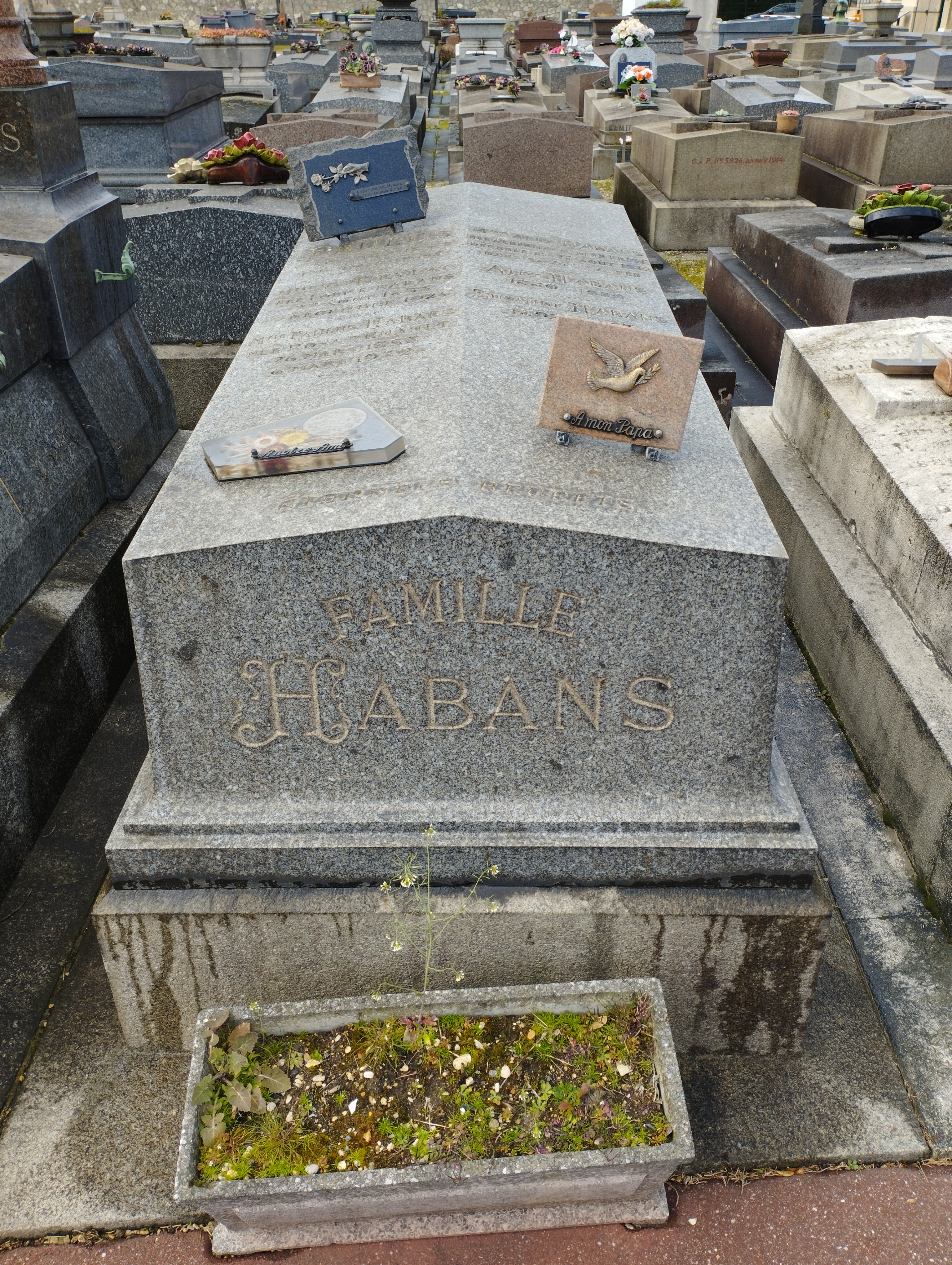
Tombe de Paulus au cimetière Sud de Saint-Mandé.

À partir de 1889, il part en tournée dans les capitales européennes, en Russie et à New York.
Il fait ses adieux le 19 décembre 1906 sur la scène de la Gaîté. Le chansonnier Octave Pradels recueille alors ses souvenirs. Ils seront publiés sous la forme de 33 fascicules illustrés, accompagnés de reproductions des personnages cités, et de partitions. Ces souvenirs fourmillent d'anecdotes sur le café-concert, ses contemporains et quelques figures légendaires : Thérésa, Gustave Nadaud, Céleste Mogador, Virginie Dejazet, Marius Richard, Polin, Harry Fragson, Yvette Guilbert, Félix Mayol, Aristide Bruant, Dranem mais aussi la cantatrice Hortense Schneider.
Selon la revue Les Chansons de Paris (1903), Paulus a créé au cours de ses « 30 années de succès, 2 500 chansons ».
Il meurt en 1908 et est inhumé dans le Cimetière Sud de Saint-Mandé, dépendant de la commune mais situé dans le 12e arrondissement de Paris.

## Quelques chansons
- La Chaussée Clignancourt, paroles d'Aristide Bruant, musique de Paulus, 1881
- Derrière l'omnibus, paroles de Jules Jouy, musique de Louis Raynal[10], 1883
- En revenant de la revue, paroles de Lucien Delormel et Léon Garnier, musique de Louis-César Desormes[11], 1886
- Le Père la Victoire, paroles de Lucien Delormel et Léon Garnier, musique de Louis Ganne, 1888

### Sources historiques
- 1908, Octave Pradels, Trente ans de café-concert, souvenirs de Paulus (recueillis par Octave Pradels - 300 illustrations. 60 chansons), Paris, Société d'édition et de publications 460 p. [lire en ligne].
- 1889, André Chadourne, Les Cafés-concerts,  E. Dentu éditeur (Paris, Librairie de la société des gens de lettres), 386 p. (sur Gallica, mode image)